# Cruriraja
Cruriraja is een geslacht van kraakbeenvissen uit de familie van de Gurgesiellidae.

## Soorten
- Cruriraja andamanica (Lloyd, 1909)
- Cruriraja atlantis Bigelow & Schroeder, 1948
- Cruriraja cadenati Bigelow & Schroeder, 1962
- Cruriraja durbanensis (von Bonde & Swart, 1923)
- Cruriraja hulleyi Aschliman, Ebert & Compagno, 2010
- Cruriraja parcomaculata (von Bonde & Swart, 1923)
- Cruriraja poeyi Bigelow & Schroeder, 1948
- Cruriraja rugosa Bigelow & Schroeder, 1958